# 懐化県 (山西省)
懐化県（かいか-けん）は、中華人民共和国山西省にかつて存在した県。現在の原平市南部に相当する。
唐代の貞観年間に設置され、まもなく廃止されている。